# 479년

## 연호
- 유송(劉宋) 승명(昇明) 3년
- 남제(南齊) 건원(建元) 원년
- 북위(北魏) 태화(太和) 3년

## 기년
- 유송(劉宋) 순제(順帝) 3년
- 남제(南齊) 고제(高帝) 원년
- 북위(北魏) 효문제(孝文帝) 9년
- 신라(新羅) 자비 마립간(慈悲麻立干) 22년 / 소지 마립간(炤知麻立干) 원년
- 고구려(高句麗) 장수왕(長壽王) 67년
- 백제(百濟) 삼근왕(三斤王) 3년 / 동성왕(東城王) 원년

## 사건
- 신라, 자비 마립간 세상을 떠남.  그의 아들 소지가 왕의 자리에 오름.
- 백제,  상관좌평 해구의 반란 진압됨.
- 삼근왕 세상을 떠남.  모대가 동성왕으로 왕의 자리에 오름.

## 사망
- 3월 12일(음력 2월 3일) - 신라(新羅) 20대 왕 자비 마립간(慈悲麻立干)
- 백제(百濟)의 23대 국왕(國王) 삼근왕(三斤王)